# Абдулаи, Наполеон
Наполеон Абдулаи (англ. Napoleon Abdulai; род. 1956) ― ганский политический деятель и дипломат, член Новой патриотической партии Ганы. Чрезвычайный и полномочный посол Ганы на Кубе с 2017 года.

## Биография
Наполеон Абдулаи родился в 1956 году. В 1987 году окончил факультет экономики и права Университета дружбы народов имени Патриса Лумумбы по специальности «международное право». Затем в 1990 году окончил магистратуру в Мидлсекском университете.
В 1992―1994 гг. ― редактор издания «Africa World Review» в Лондоне. Был одним из авторов проекта мирного урегулирования вооружённого конфликта в Бурунди, составленного в 1998 году. В 1999―2000 гг. работал политическим аналитиком при Организации африканского единства. В 2000―2005 гг. ― эксперт по разоружению в UNDP/UNOPS – Программе по координации поддержки в обеспечении безопасности и развития (PCASED), Ломе/Бамако. С 2005 г. ― руководитель программы UNDP, Либерия. Занимал пост руководителя миротворческой миссии ООН в Либерии.
В июле 2017 года президент Нана Акуффо-Аддо назначил его послом Ганы на Кубе.
Является автором ряда публикаций по вопросам международных отношений и новейшей истории Африки. Женат.